# Zapora Goczałkowice
Zapora Goczałkowice (też: Zapora Goczałkowicka) – zapora wodna na Wiśle we wsi Goczałkowice-Zdrój w powiecie pszczyńskim, w województwie śląskim. Była jednym z największych zadań planu sześcioletniego. Jej wzniesienie w latach 1950–1955 doprowadziło do utworzenia największego sztucznego zbiornika wodnego na południu Polski – Jeziora Goczałkowickiego.

## Położenie
Zapora została zlokalizowana w km 43+092 tzw. Małej Wisły (licząc od ujścia Przemszy w górę biegu rzeki). Wzniesiono ją na terenie gromady Goczałkowice Zdrój, ok. 2,5 km na zachód od centrum Goczałkowic i ok. 5 km na południowy zachód od centrum Pszczyny.

## Historia
Pierwsze wzmianki o potrzebie budowy zbiornika wodnego w celu redukcji fali powodziowej na górnej Wiśle pojawiały się już przed 1918 r. Pomysł budowy zapory i zbiornika wodnego na Śląsku zaproponował Gabriel Narutowicz już w latach 20. XX wieku. Temat odżył krótko po zakończeniu II wojny światowej. Rozwój Górnośląskiego Okręgu Przemysłowego i grożący deficyt wody pitnej jak i przemysłowej przyspieszyły w sposób znaczący decyzję o lokalizacji i budowie zbiornika zaporowego w Goczałkowicach.
W 1947 roku na polecenie ówczesnego Ministerstwa Komunikacji, Dyrekcja Okręgowa Dróg Wodnych w Krakowie przy udziale Państwowego Instytutu Geologicznego i Państwowego Instytutu Hydrologiczno-Meteorologicznego rozpoczęto studia nad możliwością budowy zbiornika, które trwały 2 lata. Ponieważ żadne z ówczesnych biur projektów w Polsce nie zdecydowało się podjąć wykonania projektu zapory, prace projektowe wykonane zostały w niekonwencjonalny sposób – w trybie zlecenia, przez zespół inżynierów z kilku instytucji (Dyrekcji Okręgowej Dróg Wodnych, Państwowego Instytutu Hydrologiczno – Meteorologicznego, Państwowego Instytutu Geologicznego oraz Departamentu Dróg Wodnych Ministerstwa Komunikacji). Zakończono je i zatwierdzono pod koniec 1949 r. Z dniem 1 stycznia 1950 r. powołane zostało Państwowe Kierownictwo Budowy Zbiornika jako przedstawiciela inwestora i wkrótce rozpoczęto budowę. Budowa trwała do roku 1955.
Poczynając od końca 1999 r. trwały na zaporze rozległe prace remontowe i modernizacyjne. W ich trakcie w 2002 r. obniżono poziom wody w zaporze do absolutnego minimum, zapewniającego jeszcze niezakłócone dostawy wody do sieci. Wykonano wówczas m.in. remont upustu dennego oraz upustów przelewowych. Wymieniono również znaczną część betonowych płyt osłonowych, przy czym najniższą część z nich wymieniali pod wodą nurkowie. Prace zakończono w 2004 r. modernizacją korony zapory.

## Charakterystyka techniczna
Zapora, której długość w koronie wynosi 2980 m, wykonana została z miejscowych piasków fluwioglacjalnych. Do km 1+025 uszczelnienie stanowi ekran żelbetowy grubości 15 cm, natomiast na dalszym odcinku pochyły ekran iłowy. Ekran iłowy chroniony jest od zamarzania i wypłukiwania za pomocą filtru odwrotnego. Całość skarpy odwodnej chroniona jest przed niszczącym działaniem fal i lodu płytami betonowymi o grubości 25 cm. Skarpa od strony powietrznej obsiana jest trawą i regularnie koszona. W stopie nasypu wykonano drenaż w formie pryzmy z kamienia łamanego, zabezpieczony 3-warstwowym filtrem odwrotnym.
Korona zapory znajduje się na wysokości 259,00 m n.p.m. Maksymalny poziom piętrzenia zbiornika (Max. PP) wynosi 257,00 m n.p.m., minimalny poziom piętrzenia (Min. PP) - 250,50 m n.p.m. Krawędź przelewu stałego znajduje się na wysokości 256,00 m n.p.m., spód wlotu do spustu dennego na 243,00 m n.p.m. Wydatki urządzeń upustowych przy Max. PP = 257,00 m n.p.m. wynoszą łącznie 935 m3/s. Wypad spustu dennego o długości 55 m jest wyposażony w niecce wypadowej w trzy rzędy szykan, przeznaczonych do niwelacji poziomu energii wypływającej wody.
Wzdłuż południowego brzegu zbiornika ciągnie się zapora boczna o długości 10,8 km. Przebiega ona wzdłuż warstwicy 255,0 m n.p.m. Zapora ta zabezpiecza przed zalewaniem tereny położone bezpośrednio na południe od zbiornika, o łącznej powierzchni 650 ha. Korpus tej zapory został wykonany z mało przepuszczalnych glin lessowych. Korona zapory znajduje się na wysokości 258,20 m n.p.m. i ma szerokość 3,0 m.